# 7137 Ageo
7137 Ageo este un asteroid din centura principală, descoperit pe 4 ianuarie 1994, de Satoru Ōtomo.